# ادوالتون
ادوالتون (به انگلیسی: Adwalton) یک روستا در بریتانیا است که در لیدز واقع شده‌است.